# Luca (província)
A província de Luca ou Lucca é uma província Ítala da região da Toscana com cerca de 372 244 habitantes, densidade de 210 hab/km². Está dividida em 35 comunas, sendo a capital Luca.
Faz fronteira a norte com a região da Emília-Romanha (província de Régio da Emília e província de Modena), a este com a província de Pistoia e província de Florença, a sul com a província de Pisa e a oeste com o Mar Tirreno e a província de Massa-Carrara.